# 皮尔庞特·戴维斯
弗朗西斯·皮尔庞特·戴维斯（英語：Francis Pierpont Davis，1884年12月27日—1953年7月15日），美国前男子帆船运动员。他曾代表美国参加1932年夏季奥林匹克运动会帆船比赛，获得8米级金牌。